# وسائط (اتصالات)
في مجال الاتصالات، وسائط الإعلام (والمفرد منها وسيط) هي قنوات التخزين والنقل أو أدوات تستخدم لتخزين وتقديم المعلومات أو البيانات. وغالبا ما يشار إليها بالمرادف كما هو الحال مع وسائل الإعلام أو وسائل الإعلام الإخبارية، ولكن قد تشير إلى وسيلة واحدة تستخدم للاتصال بالبيانات لأي غرض من الأغراض.

## تاريخ
بداية التواصل الإنساني كان من خلال قنوات اصطناعية، أي ليست عن طريق النطق أو الإيماءات، ويعود تاريخها إلى رسومات الكهوف القديمة والخرائط المرسومة والكتابة.
الإمبراطورية الفارسية (والتي تتركز في الوقت الحاضر في إيران) لعبت دورا هاما في مجال الاتصالات. وضعت ما يمكن وصفه بأنه الصديق الحقيقي الأول أو النظام البريدي، والذي يقال إنه قد تم تطويره من قبل الإمبراطور الفارسي الكبير قورش (C. 550 قبل الميلاد) بعد استيلائه على وسائل الإعلام. دور النظام باعتباره جهاز مخابرات وتجمع موثوق بشكل جيد والخدمة كانت (بعد ذلك)  تسمى {angariae /2}، وهو مصطلح في وقت تحول ليشير إلى وجود نظام ضريبي. العهد القديم (أستير، والثامن) ذكر لهذا النظام: أحشويروش ملك الميديين، وتستخدم لتوصيل سريع في اتخاذ قراراته.
كلمة تواصل مشتقة من الجذر اللاتيني تواصل ويعزى ذلك إلى الإمبراطورية الرومانية أيضا وضع ما يمكن وصفه بأنه نظام بريدي أو إلكتروني، من أجل فرض سيطرة مركزية على الإمبراطورية من روما. هذا سمح للرسائل الشخصية وروما لجمع المعلومات عن الأحداث في المحافظات على نطاق واسع. وهناك نظام بريدي أكثر تقدما ظهر في وقت لاحق في الخلافة الإسلامية والإمبراطورية المغولية في العصور الوسطى.
التكيف مع هيمنة إحدى وسائل الاتصال الإعلامية يعد مهم بما فيه الكفاية حيث حول المؤرخين الحضارة إلى «عصور» وفقا للمتوسط الأكثر استخداما. هناك كتاب بعنوان «خمسة حقب حضارية» ألفه McGaughey وليام (Thistlerose، 2000) يقسم التاريخ إلى المراحل التالية: الكتابة إيديوغرامي أنتجت أول حضارة؛ الكتابة الأبجدية، والثانية، الطباعة، الثالثة؛ التسجيل الإلكتروني، والرابعة البث؛ والخامسة اتصالات الحاسوب، تؤثر وسائل الإعلام على ما يعتقده الناس عن أنفسهم وكيفية رؤيتهم للناس كذلك. فما نعتقده عن أنفسنا وماذا ينبغي أن يكون الناس يأتي من وسائل الإعلام
بينما يمكن القول بأن هذه «عهود» وهي مجرد مؤرخ في البناء، والاتصالات الرقمية والكمبيوتر يظهر دليل ملموس على تغيير الطريقة التي تنظم البشر. أحدث الاتجاهات في الاتصالات، توصف بي smartmobbing، ويتضمن منظمة مخصصة من خلال الأجهزة المحمولة، مما يسمح للاتصالات عديدة وفعالة وشبكة اجتماعية.

### وسائل الإعلام الإلكترونية
في القرن الماضي، حدثت ثورة في الاتصالات السلكية واللاسلكية إلى حد كبير من خلال توفير وسائط جديدة للاتصال لمسافات طويلة. حدث أول بث إذاعي عبر المحيط الأطلسي في اتجاهين في عام 1909 وأدى إلى التواصل المشترك عبر وسائل الإعلام التماثلية والرقمية:
- التناظرية في الاتصالات السلكية واللاسلكية وتشمل الاتصالات الهاتفية التقليدية، والراديو، والبث التلفزيوني.
- الاتصالات السلكية واللاسلكية الرقمية تتيح الاتصالات الحاسوبية، و الإبراق، وشبكة الكمبيوتر.

وسائل الاتصال الحديثة تسمح الآن للتبادلات المكثفة ولمسافات طويلة بين أعداد أكبر من الناس (و التواصل عبر البريد الإلكتروني، و الإنترنت S و المنتدى، وتحريك التخاطر).
وسائل الإعلام الإلكترونية أصبحت أكثر شهرة مع تزايد تصميم الأجهزة الإلكترونية.
المعنى من وسائل الإعلام الإلكترونية، كما هو معروف في مختلف المجالات، تم تغييرها مع مرور الوقت. وقد حققت وسائل الإعلام مصطلح معنى أوسع نطاقا هذه الأيام بالمقارنة مع المعنى المعطى لها في العشر سنوات الماضية. في وقت سابق كان هناك الوسائط المتعددة التي تستخدم فقط ليكون قطعة من البرمجيات (البرمجيات التطبيقية) تستخدم لتشغيل الصوتيات (الصوت) والفيديو (كائن مرئي مع أو بدون صوت). بعد أن كان القرص المضغوط (سي دي) وأقراص الفيديو الرقمية (ديجيتال القرص متعددة الاستخدامات)، ثم جاء عصر التطبيقات (الجيل الثالث) 3G في هذا المجال.
في المصطلحات الحديثة، تشمل وسائل الإعلام جميع البرامج التي يتم استخدامها في أجهزة الكمبيوتر (الحاسوب) أو أجهزة الكمبيوتر المحمول أو الهواتف النقالة المثبتة لأداء العادي أو أفضل من نظام هذه الأيام، والأقراص الصلبة (التي تستخدم لزيادة قدرة تركيب البيانات) من الكمبيوتر هو مثال على وسائل الإعلام الإلكترونية. هذا النوع من القرص الصلب أصبح الآن أصغر في الحجم. أحدث إدراج في حقل وسائل الإعلام المغناطيسي (الشريط المغناطيسي) والذي يعتبر تطبيق شائع النمو في مجال تكنولوجيا المعلومات في العالم. فو ي العصر الحديث وهي تستخدم عادة وسائل الإعلام في القطاع المصرفي، دائرة ضريبة الدخل لغرض توفير خدمات سهلة وأسرع إلى المستهلكين. في هذا الشريط المغناطيسي يتم تخزين كافة البيانات المتعلقة بمستهلك معين. تعتبر بطاقة الائتمان، وبطاقة السحب الآلي، وبطاقة الصراف الآلي، وبطاقة السفر عالية الانتهاء هي من وسائل الإعلام كما هو معروف هذه الأيام. الميزة الرئيسية لهذه الأنواع من وسائل الإعلام هو انهم على استعداد (نموذج فارغ) غير المسجلة ويتم تخزين البيانات عادة في مرحلة لاحقة وفقا لمتطلبات المستخدم، أو من المستهلكين.

### التأثير الاجتماعي
جعلت وسائل الإعلام تكنولوجيا التواصل أسهل على نحو متزايد مع مرور الوقت وعبر التاريخ. اليوم، يتم تشجيع الأطفال على استخدام أدوات وسائل الاعلام في المدرسة، ويتوقع أن يكون هناك فهم عام لمختلف التكنولوجيا المتاحة. يمكن القول بأن شبكة الإنترنت هي واحدة من أكثر الأدوات فعالية في وسائل الإعلام للاتصال. أدوات مثل البريد الإلكتروني، وسكايب، والفيسبوك وغيرها، قربت الناس من بعضها البعض، وخلقت مجتمعات جديدة على الإنترنت. ومع ذلك، قد يجادل البعض أن أنواع معينة من وسائل الإعلام يمكن أن تعيق التواصل المباشر وجها لوجه، وبالتالي يمكن أن يؤدي إلى مضاعفات مثل الاحتيال في الهوية.
في مجتمع استهلاكي كبير، تعد وسائل الإعلام الإلكترونية (مثل التلفزيون) ووسائل الإعلام المطبوعة (مثل الصحف) مهمة لتوزيع وسائل الإعلام للإعلان. المجتمعات المتقدمة تكنولوجيا هي المجتمعات التي تحصل على السلع والخدمات من خلال أحدث وسائل الإعلام أكثر من المجتمعات الأقل تقدما من الناحية التكنولوجية.
وقد ساعدت وسائل الإعلام، من خلال وسائل الإعلام وعلم النفس والاتصالات، لربط الناس من مختلف المناطق الجغرافية البعيدة والقريبة. وقد ساعد ذلك أيضا في جانب الأعمال على الشبكة العنكبوتية والأنشطة الأخرى التي تحتوي على النسخة الإلكترونية. وجميع وسائل الإعلام تهدف للتأثير على السلوك البشري من خلال التواصل ودرب السلوك المقصود في علم النفس. ولذلك، فهم وسائل الإعلام وعلم النفس والاتصالات أمر أساسي في فهم الآثار الاجتماعية والفردية من وسائل الإعلام. توسيع مجال علم النفس من وسائل الإعلام والاتصالات يجمع بين هذه التخصصات الراسخة بطريقة جديدة.
التوقيت تغير على أساس الابتكار أما الكفاءة ليس لها ارتباط مباشر مع التكنولوجيا. وتستند ثورة المعلومات على التطورات الحديثة. خلال القرن 19، وتقدم انفجار المعلومات بشكل سريع بسبب النظم البريدية، وزيادة إمكانية الوصول إلى الصحف، فضلا عن المدارس الحديثة. وقد جاءت هذه التطورات نتيجة لزيادة الناس الذين يسعون لمحو الأمية ونشر التعليم تم تغيير منهجية التواصل على الرغم من التفرق في اتجاهات عدة استنادا إلى مصدر تأثيرها الاجتماعي والثقافي.